# Municipio de Upper Chichester
El municipio de Upper Chichester (en inglés: Upper Chichester Township) es un municipio ubicado en el condado de Delaware en el estado estadounidense de Pensilvania. En el año 2000 tenía una población de 16.842 habitantes y una densidad poblacional de 968.4 personas por km².

## Geografía
El municipio de Upper Chichester se encuentra ubicado en las coordenadas 39°50′18″N 75°26′26″O / 39.83833, -75.44056.

## Demografía
Según la Oficina del Censo en 2000 los ingresos medios por hogar en la localidad eran de $53,962 y los ingresos medios por familia eran de $63,125. Los hombres tenían unos ingresos medios de $43,159 frente a los $31,349 para las mujeres. La renta per cápita de la localidad era de $23,412. Alrededor del 5,5% de la población estaba por debajo del umbral de pobreza.